# Península Barton
La península Barton o punta Barton (según Argentina) es un península y cabo que separa las caletas Mariana y Potter (en aguas de la bahía Fildes/Guardia Nacional), ubicada en el suroeste de la isla Rey Jorge/25 de Mayo de las Shetland del Sur, Antártida. En su extremo norte se halla el cabo Sejong o South Spit y en su extremo sur, la punta Winship.
Aquí se encuentra, desde 1988, la base Rey Sejong de Corea del Sur.

## Toponimia
Fue nombrado por el Comité de Topónimos Antárticos del Reino Unido en 1963 en homenaje a Colin Barton, geólogo del British Antarctic Survey que trabajó la isla entre 1959 y 1961. La península fue fotografiada entre 1956 y 1957 por el Falkland Islands and Dependencies Aerial Survey Expedition (FIDASE).

## Reclamaciones territoriales
Argentina incluye a la isla Rey Jorge/25 de Mayo en el departamento Antártida Argentina dentro de la provincia de Tierra del Fuego, Antártida e Islas del Atlántico Sur; para Chile forma parte de la comuna Antártica de la provincia Antártica Chilena dentro de la Región de Magallanes y de la Antártica Chilena; y para el Reino Unido integra el Territorio Antártico Británico. Las tres reclamaciones están sujetas a las disposiciones del Tratado Antártico.
Nomenclatura de los países reclamantes: 
- Argentina: punta Barton[5][6]
- Chile: ¿?
- Reino Unido: Barton Peninsula[4]